# Distretto di El Abiodh Sidi Cheikh
Il distretto di El Abiodh Sidi Cheikh è un distretto della provincia di El Bayadh, in Algeria.

## Comuni
Il distretto di El Abiodh Sidi Cheikh comprende 4 comuni:
- Aïn El Orak
- Arbaouat
- El Abiodh Sidi Cheikh
- El Bnoud